# Hans-Christoph Blumenberg
Hans-Christoph Blumenberg (auch Hans C. Blumenberg; * 1. März 1947 in Lychen) ist ein deutscher Filmkritiker, Drehbuchautor und Filmregisseur.

## Leben
Blumenberg studierte Geschichte und Germanistik in Köln. Von 1966 bis 1976 war er als Filmkritiker beim Kölner Stadt-Anzeiger tätig. Von 1976 bis 1983 war er Filmredakteur bei der Wochenzeitung Die Zeit und avancierte dadurch zu einem der einflussreichsten Filmkritiker Deutschlands. Schon damals trat Blumenberg auch regelmäßig als Autor und Regisseur von Fernsehdokumentationen, meist zu Themen aus der Welt des Films, in Erscheinung.
Im Jahre 1971 besuchte Blumenberg Regisseure des klassischen Hollywood in den USA. Aus den Interviews entstanden mehrere Fernsehdokumentationen für den WDR sowie das Interviewbuch Die Kamera in Augenhöhe über Howard Hawks. 1984 entstand Blumenbergs erster Spielfilm Tausend Augen. Nach seinen drei ersten Kinofilmen wandte er sich zunehmend dem Fernsehen zu. Unter anderem inszenierte er zehn Tatort-Folgen, davon acht mit Jochen Senf als Saarbrücker Kommissar Max Palu. Drei Low-Budget-Kinofilme, die auf vielen internationalen Festivals gezeigt wurden und nationale wie internationale Filmpreise gewannen, entstanden zwischen 1993 und 2001. In der FAZ wurde Blumenberg 2007 als „einer der besten deutschen Fernsehregisseure“ bezeichnet.
Hans-Christoph Blumenberg ist verheiratet mit Filmautorin und Produzentin Lisa Blumenberg und lebt in Hamburg.

## Filmografie

### Regie und Drehbuch
- 1970: Preston Sturges – Porträt eines Hollywood-Regisseurs (Fernsehfilm)
- 1978: Ein verdammt gutes Leben – Howard Hawks (Fernsehfilm)
- 1984: Tausend Augen
- 1985: Der Sommer des Samurai
- 1987: Der Madonna-Mann
- 1989: In meinem Herzen, Schatz…
- 1992: Tatort – Camerone (Fernsehfilm)
- 1992: Wenn ich sonntags in mein Kino geh’… (Fernsehfilm)
- 1994: Rotwang muß weg!
- 1995: Beim nächsten Kuß knall’ ich ihn nieder
- 1998: Zwei Brüder – Gift (Fernsehfilm)
- 1998: Die Verbrechen des Professor Capellari: Still ruht der See (Fernsehfilm)
- 1998: Dies verlauste nackte Leben (To wszawe nagie zycie) (Fernsehfilm)
- 2000: Deutschlandspiel (Fernsehfilm)
- 2001: Planet der Kannibalen
- 2002: Tatort – Alibi für Amelie (Fernsehfilm)
- 2003: Der Aufstand (Fernsehfilm)
- 2003: Tatort – Veras Waffen (Fernsehfilm)
- 2004: Tatort – Teufel im Leib (Fernsehfilm)
- 2005: Die letzte Schlacht (Fernsehfilm)
- 2005: Kanzleramt (Fernsehserie)
- 2008: Warten auf Angelina
- 2009–2014: SOKO Wismar (Fernsehserie), 28 Episoden
- 2010: Spur des Bären (TV Dokumentarfilm)

### Regie
- 1988: Tatort – Salü Palu (Fernsehfilm)
- 1988: Tatort – Winterschach (Fernsehfilm)
- 1990: Tatort – Blue Lady (Fernsehfilm)
- 1993: Geschichten aus dem Leben (Fernsehserie)
- 1995: Tatort – Tatort – Eine todsichere Falle (Fernsehfilm)
- 1997: Zwei Brüder – Nervenkrieg (Fernsehfilm)
- 1998: Mordkommission (Fernsehserie)
- 1999: After Play (Fernsehfilm)
- 1999: Tatort – Bienzle und der Zuckerbäcker (Fernsehfilm)
- 2000: Hirnschal gegen Hitler (Fernsehfilm)
- 2002: Tatort – Alibi für Amelie (Fernsehfilm)
- 2003: Tatort – Bienzle und der Taximord (Fernsehfilm)
- 2006: Die Kinder der Flucht (Fernsehfilm in drei Teilen)
- 2009: SOKO Wismar – Drunter und drüber (Fernsehserie)
- 2009: SOKO Wismar – Blinder Zeuge (Fernsehserie)

### Drehbuch
- 2002: Das Leben geht weiter (Doku-Drama) basierend auf Blumenbergs eigenem Buch von 1993
- 2003: Die Stunde der Offiziere (Fernsehfilm)
- 2009: SOKO Wismar – Ein Wolf kommt selten allein (Fernsehserie)

### Darsteller
- 1973: Tatort – Tote Taube in der Beethovenstraße (Fernsehfilm)
- 1988: Tatort – Tatort: Salü Palu (Fernsehfilm)
- 1997: Tatort – Tatort: Brüder (Fernsehfilm)
- 2003: Tatort – Tatort: Veras Waffen (Fernsehfilm)

## Schriften (Auswahl)
- Film positiv. Regisseure, Stars und Technik. Düsseldorf 1968.
- Meister der perfekten Form. Die Aufgaben des Industrie-Designers. Düsseldorf 1969.
- als Zusammensteller/Bearbeiter: Der Sport im Spielfilm. Eine Dokumentation.  Oberhausen 1970.
- Wanted. Steckbriefe aus dem Wilden Westen. Düsseldorf 1970 (Taschenbuchausgabe München 1973, ISBN 3-423-00933-0).
- als Mitverfasser: Humphrey Bogart. Reihe Film (Band 8), München und Wien 1976 (3., ergänzte Auflage München und Wien 1985, ISBN 3-446-14536-2).
- als Mitverfasser: New Hollywood. Reihe Film (Band 10), München und Wien 1976, ISBN 3-446-12262-1.
- Die Kamera in Augenhöhe. Begegnungen mit Howard Hawks. Köln 1979, ISBN 3-7701-1124-9.
- Kinozeit. Aufsätze und Kritiken zum modernen Film 1976–1980. Frankfurt am Main 1980 (2. Auflage Frankfurt am Main 1986, ISBN 3-596-23664-9).
- als Mitverfasser und Mitherausgeber: Warten bis es dunkel wird. 7 Jahre „Film im Bild“ aus dem Kölner Stadt-Anzeiger von 1968 bis 1974. Ebersberg/Obb. 1983, ISBN 3-923979-03-7.
- Gegenschuß. Texte über Filmemacher und Filme 1980–1983. Frankfurt am Main 1984 (2. Auflage, Frankfurt am Main 1986, ISBN 3-596-23692-4).
- In meinem Herzen, Schatz … Die Lebensreise des Schauspielers und Sängers Hans Albers. Frankfurt am Main 1991, ISBN 3-596-10662-1.
- Das Leben geht weiter – Der letzte Film des Dritten Reichs. Berlin 1993, ISBN 3-87134-062-6.
- als Mitverfasser: Making of … Wie ein Film entsteht. Die Kunst des Filmemachens von A bis Z. Hamburg 1996, ISBN 3-89324-127-2.